# 卢西拉·帕斯夸
卢西拉·帕斯夸（西班牙語：Lucila Pascua，1983年3月21日—），西班牙女子篮球运动员。她曾代表西班牙国家队参加2004年、2008年和2016年夏季奥林匹克运动会篮球比赛，其中2016年奥运会获得一枚银牌。